# Accord de libre-échange entre la Géorgie et la Chine
L'accord de libre-échange entre la Géorgie et la Chine est un accord de libre-échange signé en mai 2017,. Cet accord doit entrer en vigueur le 1er janvier 2018. Il inclut notamment une suppression des droits de douane sur les importations chinoises de vin et de spiritueux géorgiens. L'accord doit au total réduire les droits de douane géorgiens sur les produits chinois de 96,5 % et réduire les droits de douane chinois pour les produits géorgiens de 91 %.